# لایه نادسن
لایه نادسن(به انگلیسی: Knudsen layer) در علم دینامیک سیالات به لایه نازکی که در نزدیکی جامد یا مایع تشکیل می‌شود گفته می شود.این مفهوم به افتخار دانشمند دانمارکی مارتین نادسن (۱۸۷۱–۱۹۴۹) نامگذاری شده است.

## تعریف
در رابطه زیر ضخامت لایه نادسن با {\displaystyle l_{c}} نشان داده می شود.
{\displaystyle l_{c}={\frac {kT_{s}}{\pi d^{2}p_{s}}}}
در رابطه بالا {\displaystyle k} ثابت بولتزمن، {\displaystyle T_{s}} دما، {\displaystyle d} قطر مولکولی و {\displaystyle p_{s}} فشار است.